# The Way That You Love Me
The Way That You Love Me è una canzone di Paula Abdul, pubblicata per la prima volta nel 1988 come secondo singolo dal suo primo album Forever Your Girl e ripubblicata poi nel 1989.

## Successo
Quando venne pubblicata per la prima volta nel 1988, la canzone ottenne scarsi riscontri, arrivando solo alla posizione 88 della Billboard Hot 100. In seguito al successo dei successivi singoli della cantante, venne ripubblicata nel 1989, e fu un grande successo, arrivando alla terza posizione della Billboard Hot 100 e alla quinta in Canada. Nel Regno Unito, invece arrivò solo alla posizione 74.